# Kniphofia mulanjeana
Kniphofia mulanjeana là một loài thực vật có hoa trong họ Thích diệp thụ. Loài này được S.Blackmore miêu tả khoa học đầu tiên năm 1981.